# 富士急静岡バス鷹岡営業所

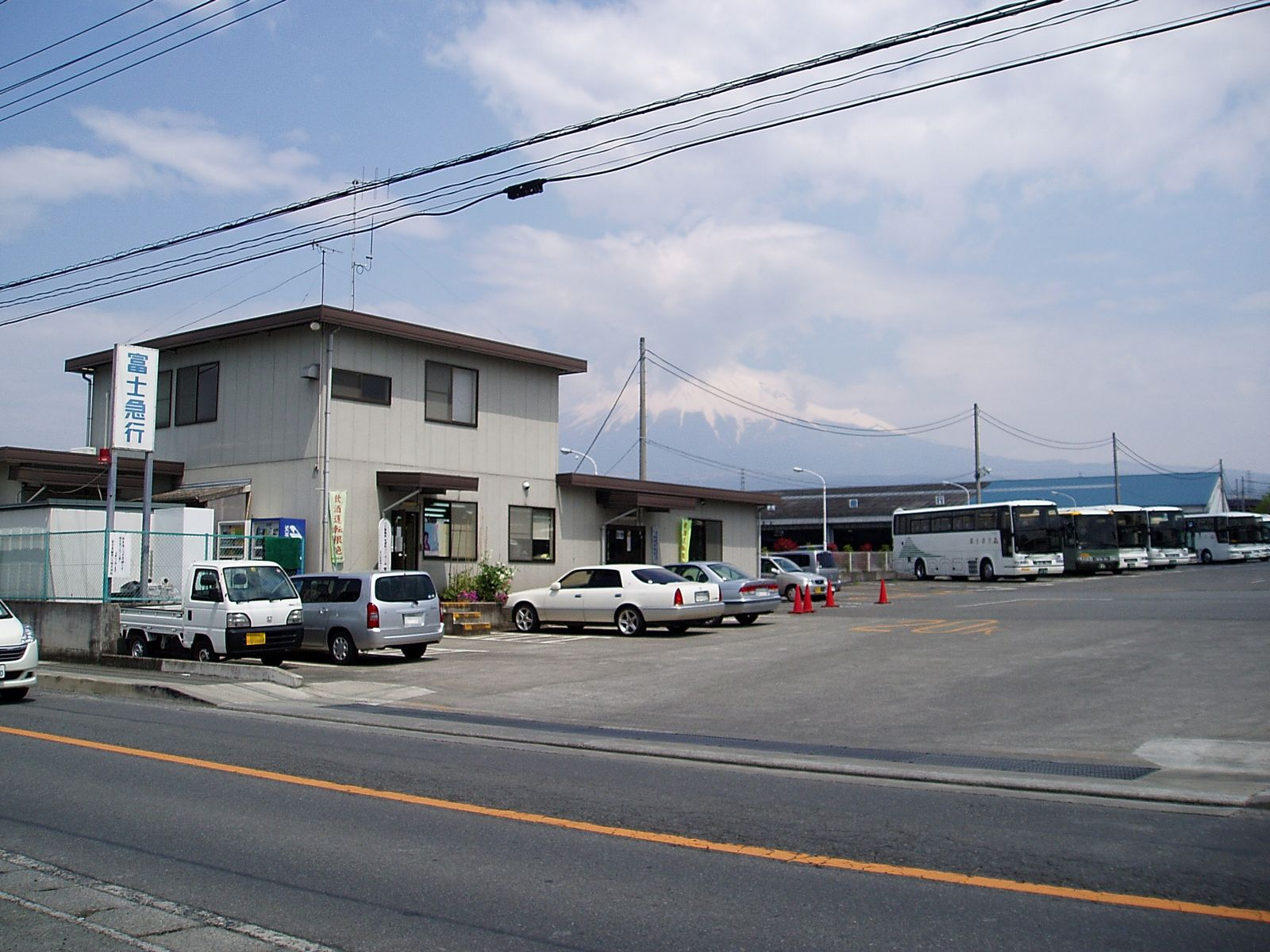
鷹岡営業所

富士急静岡バス鷹岡営業所（ふじきゅうしずおかバスたかおかえいぎょうしょ）は静岡県富士市にある富士急静岡バスの営業所である。

## 概要
- 所在地 - 〒419-0201 静岡県富士市厚原771-1
富士急静岡バス本社、富士急オートサービスの整備工場が併設されており、静岡県内の富士急グループのバスは全てここで検査を受ける。また、高速バス利用者用駐車場が構内に設けられている。

## 一般路線
各系統には同じ富士急グループの富士急バスなどと同様に、アルファベットと数字からなる路線記号が定められている。以下、富士急静岡バス公式サイトの時刻表を基に運行経路の前に路線記号を示す。富士本町 - 本市場間を通る路線では富士駅方面行は本市場中・第一小学校を経由し、吉原中央駅・郊外方面行は富士銀座・富士郵便局前を経由する。富士駅方面行の富士本町から先の区間は降車専用となる（弥生線は富士銀座から対象）。

### 富士駅 - 新富士駅 - 吉原中央駅

#### 富士線（富士駅線）
- S201：富士駅 - 富士中央病院 - 富士市役所 - 吉原中央駅
- S202：富士駅 → フィランセ → 富士中央病院 → 富士市役所 → 吉原中央駅（平日のみ運行）

- S204 快速：富士駅 - 富士市役所 - 裁判所前 - 吉原中央駅
  - 本路線（S204を除く）は富士市の補助（富士市生活交通地域・基幹路線維持費補助金）を受けて運行している。

#### 弥生線（興津線）
- S203：富士駅 - 富士高前 - 中桁入口 - 弥生町 - 吉原中央駅
  - 本路線は富士市の補助（富士市生活交通地域・基幹路線維持費補助金）を受けて運行している。

#### 田子浦線（ゆりかご線）
- S271：富士駅南口 - 下横割 - 新富士駅
  - 本路線は富士市の補助（富士市生活交通地域・基幹路線維持費補助金）を受けて運行している。

#### ゆりかご線
- S272：富士駅南口 → 下横割 → 新富士駅 → イオンタウン富士南
- S273：イオンタウン富士南 → 新富士駅 → 下横割 → 富士駅南口
  - 本路線は国の補助（地域内フィーダー系統確保維持国庫補助金）を受けて運行している。

#### 塔の木線（田子浦線）
- S275：新富士駅 - ロゼシアター前 - 富士市役所 - 裁判所前 - 吉原中央駅
平日のみ運行。
本路線は富士市の補助（富士市生活交通地域・基幹路線維持費補助金）を受けて運行している。

#### まちなか循環バス「ぐるっとふじ」（富士市まちなか循環線）
- S211・S212 （昼ルート）：吉原中央駅 - 富士市役所 - 富士中央病院 - 富士駅前 - 下横割 - 新富士駅 - イオンタウン富士南 - 裁判所前 - 吉原中央駅
- S213・S214 （夜ルート）：吉原中央駅 - 富士市役所 - 富士中央病院 - 富士駅前 - 下横割 - 新富士駅 - 富士中央病院 - 富士市役所 - 裁判所前 - 吉原中央駅
  - 富士駅前を先に経由する左まわり（S211・S213）と、裁判所前を先に経由する右まわり（S212・S214）がある。また、日中と夜でも運行経路が異なり、夜ルートは平日のみ運行する[2]。また、夜ルートのみ富士市コミュニティバス路線となっている。[3]

### 東田子浦駅方面

#### 東海道線（東田子の浦線）
- S251：吉原中央駅 - ジヤトコ1地区 - 吉原駅 - 東田子浦駅（平日のみ運行）

- S253：吉原中央駅 - ジヤトコ1地区 - 吉原駅 - 東田子浦駅 - 東柏原（平日1往復のみ運行）
  - 本路線は富士市の補助（富士市生活交通地域・基幹路線維持費補助金）を受けて運行している。

### 船津方面

#### 根方線（船津線）
- S241：吉原中央駅 - 富士岡 - 船津
- S242：富士駅 - 富士中央病院 - 富士市役所 - 吉原中央駅 - 富士岡 - 船津
  - 本路線は富士市の補助（富士市生活交通地域・基幹路線維持費補助金）を受けて運行している。

### 富士見台団地方面

#### 日本ランド線（フジヤマリゾート線）
- S71：富士駅 - 富士中央病院 - 富士市役所 - 吉原中央駅 - 駿河台 -  一色 - 今宮 - 十里木高原 - 富士サファリパーク - ぐりんぱ - イエティ
- S72：富士駅 - 富士中央病院 - 富士市役所 - 吉原中央駅 - 駿河台 -  一色 - 今宮 - 十里木高原 - 富士サファリパーク - ぐりんぱ
  - 土休日と夏季、年末年始のみ運行。イエティは開園期間中のみ発着。

#### 富士見台線
- S231：吉原中央駅 - 駿河台 - 一色 - 富士見台入口 - 富士見台団地 - 富士見台入口 - 一色 - 駿河台 - 吉原中央駅
- S232：吉原中央駅 - 駿河台 - 一色 - 富士見台入口 - 富士見台団地・吉原工業高校 - 富士見台入口 - 一色 - 駿河台 - 吉原中央駅（平日のみ運行）
- S233：富士駅 - 富士中央病院 - 富士市役所 - 裁判所前（郊外方面）/富士中央図書館（富士駅方面） - 吉原中央駅 - 駿河台 - 一色 - 富士見台入口 - 富士見台団地 - 富士見台入口 - 一色 - 駿河台 - 吉原中央駅
- S234：富士駅 - 富士中央病院 - 富士市役所 - 裁判所前（郊外方面）/富士中央図書館（富士駅方面） - 吉原中央駅 - 駿河台 - 一色 - 富士見台入口 - 富士見台団地・吉原工業高校 - 富士見台入口 - 一色 - 駿河台 - 吉原中央駅（平日のみ運行）
- S235：富士駅 → 富士中央病院 → 富士市役所 → 裁判所前 → 吉原中央駅 → 駿河台 → 一色 → 富士見台入口 → 富士見台団地 → 富士見台一丁目
- S235：富士見台消防署 → 富士見台団地 → 富士見台入口 → 一色 →駿河台 → 吉原中央駅 → 富士中央図書館 → 富士市役所 → 富士中央病院 → 富士駅（平日のみ運行）
  - 吉原本町停留所と富士見台団地停留所（S233のみ）は降車専用。
  - 本路線（S234・S235を除く）は富士市の補助（富士市生活交通地域・基幹路線維持費補助金）を受けて運行している。

### 中野方面

#### 茶の木平団地線
- S221：吉原中央駅 - 広見団地入口 - 広見町 - 茶の木平 - 広見町 - 広見団地入口 - 吉原中央駅
- S222：富士駅 - 富士中央病院 - 富士市役所 - 吉原中央駅 - 広見団地入口 - 広見町 - 茶の木平 - 広見町 - 広見団地入口 - 吉原中央駅
- S224：茶の木平 → 広見町 → 広見団地入口 → 吉原中央駅 → ジヤトコ1地区 → 吉原駅
  - 本路線は富士市の補助（富士市生活交通地域・基幹路線維持費補助金）を受けて運行している。

#### 茶の木平線
- S223：富士駅 → 富士中央病院 → 富士市役所 → 裁判所前 → 吉原中央駅 → 広見団地入口 → 広見町 → 茶の木平 → 広見本町
- S223：茶の木平 → 広見町 → 広見団地入口 → 吉原中央駅 → 富士中央図書館 → 富士市役所 → 富士中央病院 → 富士駅

#### 大渕循環線
- S225：吉原中央駅 → 広見団地入口 → 中野 → 富士急大渕団地 → 曽比奈 → 中野 → 広見団地入口 → 吉原中央駅
- S226：吉原中央駅 → 広見団地入口 → 中野 → 富士急大渕団地 → 曽比奈 → 中野 / 中野 → 富士急大渕団地 → 曽比奈 → 中野 → 広見団地入口 → 吉原中央駅
  - 本路線は富士市の補助（富士市生活交通地域・基幹路線維持費補助金）を受けて運行している。

#### 曽比奈線
- S227：富士駅 - 富士高前 - 中桁入口 - 富士北郵便局 - 新田橋 - 釈迦堂 - 中野 - 曽比奈
- S228：富士駅 - 富士高前 - 中桁入口 - 富士北郵便局 - 新田橋 - 脳研病院 - 中野 - 曽比奈 - ふじやま・くすのき学園（平日1往復のみ運行、脳研病院構内には入らない）

### 富士宮駅方面

#### 大月線
- S141：吉原中央駅 - 伝法二丁目 - 片宿 - 厚原東 - 富士北郵便局 - 下天間 - 権現 - 源道寺 - 富士宮駅
  - 本路線は国（地域間幹線系統確保維持費国庫補助金）・県（バス運行対策費補助金）の補助を受けて運行している。

#### 鷹岡車庫線
- S143：鷹岡車庫 → 富士北郵便局 → 厚原東 → 片宿 → 伝法二丁目 → 吉原中央駅
- S144：吉原中央駅 → 伝法二丁目 → 片宿 → 鷹岡車庫
  - 本路線は市の補助（富士市生活交通地域・基幹路線維持費補助金）を受けて運行している。

### スクール便

#### 富士見校線
- 富士見校 - 岳陽中入口 - 中野 - 曽比奈
- S213：富士見校 - 富士駅前 - 富士中央病院 - 富士市役所 - 裁判所前（郊外方面）/富士中央図書館（富士駅方面） - 吉原中央駅 - 駿河台 - 一色 - 富士見台入口 - 富士見台団地 - 富士見台入口 - 今宮
- S224：富士見校 - 富士駅前 - 富士中央病院 - 富士市役所 - 裁判所前（郊外方面）/富士中央図書館（富士駅方面） - 吉原中央駅 - 広見団地入口 - 広見町 - 茶の木平 - 若松町上
  - 本路線は富士市の補助（富士市生活交通地域・基幹路線維持費補助金）を受けて運行している。

#### 富士リハビリ線
- 富士駅 - 三日市西 - 伝法二丁目

## 高速路線

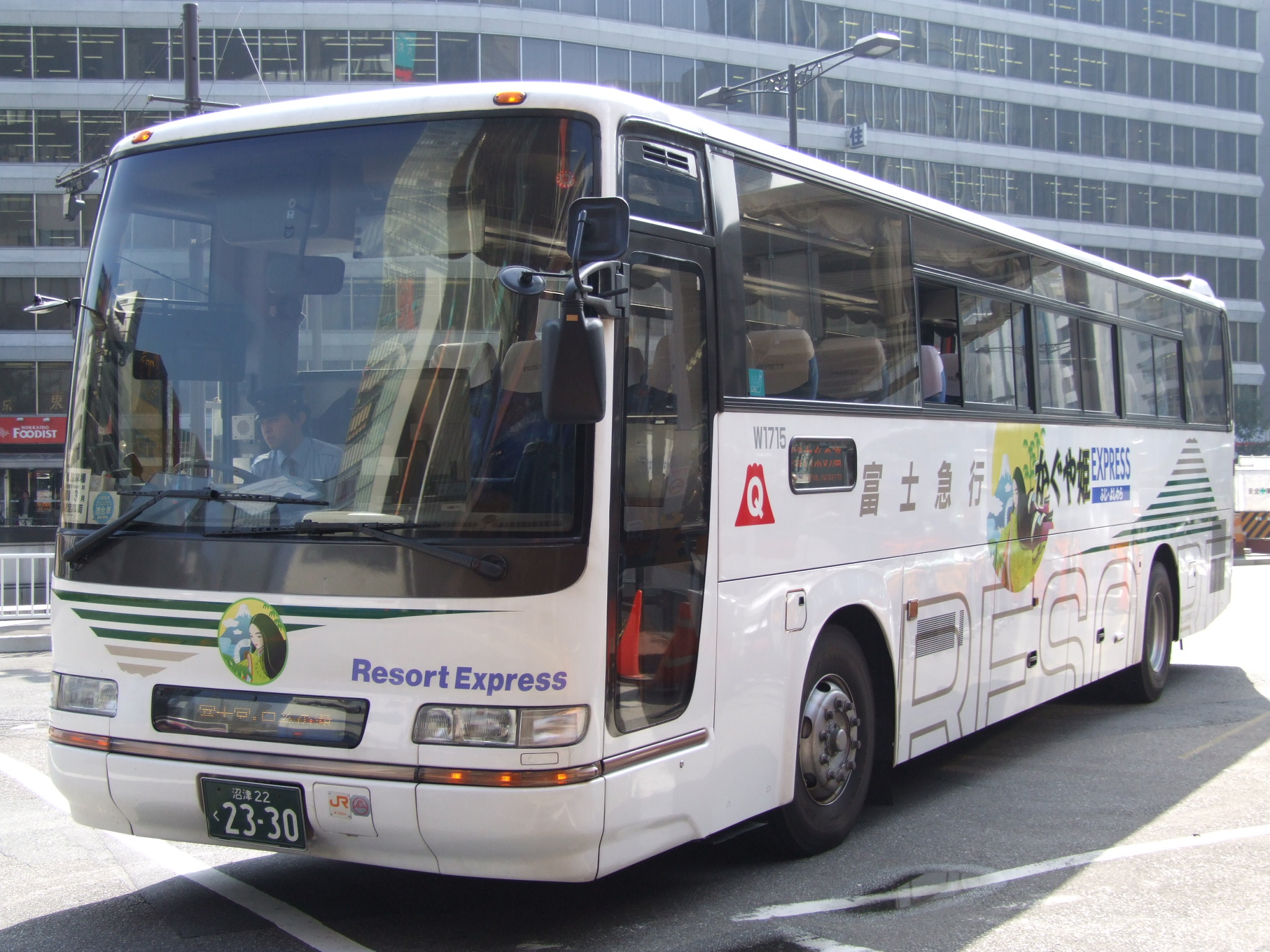
かぐや姫エクスプレス 東京都中央区

- やきそばエクスプレス（富士宮～東京線）
※2014年3月31日まではジェイアールバス関東と共同運行していた。
- かぐや姫エクスプレス（富士～東京線）
- 成田空港線：鷹岡車庫 - 新富士駅 - 沼津駅北口 - 東名裾野 - 東名御殿場⇔成田空港(空港リムジンバス)
※京成バス（千葉営業所）と共同運行。

## 受託路線
富士市よりひまわりバスの運行受託を行っている。
- 富士駅循環
  - 東コース：富士駅前 - 国久 - 富士中央小前 - 花崎眼科医院 - 延命寺 - 富士駅前
  - 西コース：富士駅前 - 国久 - 川村病院 - 浦町 - 松岡 - 松富町 - 富士見高入口 - 富士駅前
- 吉原中央駅循環（S215）
  - 午前コース：吉原中央駅 - 国久保中央 - 吉原高校 - 十王子神社前 - 朝岡眼科 - 聖隷富士病院 - 吉原商店街 - 吉原中央駅 - 青島町 - 富士中央病院 - 富士市庁舎 - 中央図書館 - 吉原中央駅
  - 午後コース：吉原中央駅 - 国久保中央 - 吉原高校 - 十王子神社前 - 朝岡眼科 - 聖隷富士病院 - 吉原商店街 - 吉原中央駅

## 休廃止路線

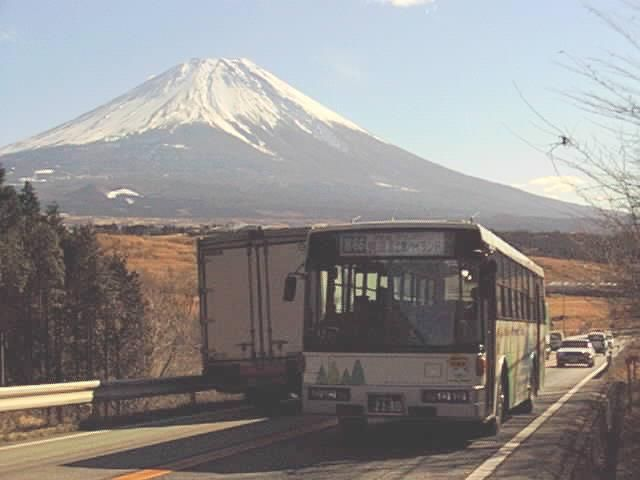
快速富士急ハイランド行 静岡・山梨県境付近

- 富士宮駅 - 鷹岡車庫 - 新富士駅 - ロゼシアター - 東名沼津⇔横浜駅 - 羽田空港（空港リムジンバス）
※2014年3月31日をもって廃止。
※京浜急行バス（新子安営業所）と共同運行していた。
- 新富士駅 - 伝法二丁目 - 源道寺 - 富士宮駅 - 白糸の滝入口 - 朝霧高原 - 本栖入口 - 富士緑の休暇村 - 河口湖駅 - ハイランドバスターミナル（快速バス）
※2014年11月30日をもって富士急静岡バスでの運行を終了[4]。
※翌日より前述の新富士駅 - 富士山駅線（新富士駅 - 本栖入口間快速運転）のみの運行になった[5]。
- S243（根方線）：富士駅 - 富士中央病院 - 富士市役所 - 吉原中央駅 - 富士岡 - 船津 - 東平沼 - 沼津駅
※2019年10月1日のダイヤ改正で沼津駅までの直通運行が廃止された。沼津駅へは東平沼で富士急シティバスの路線への乗り換えが必要となった[6]。

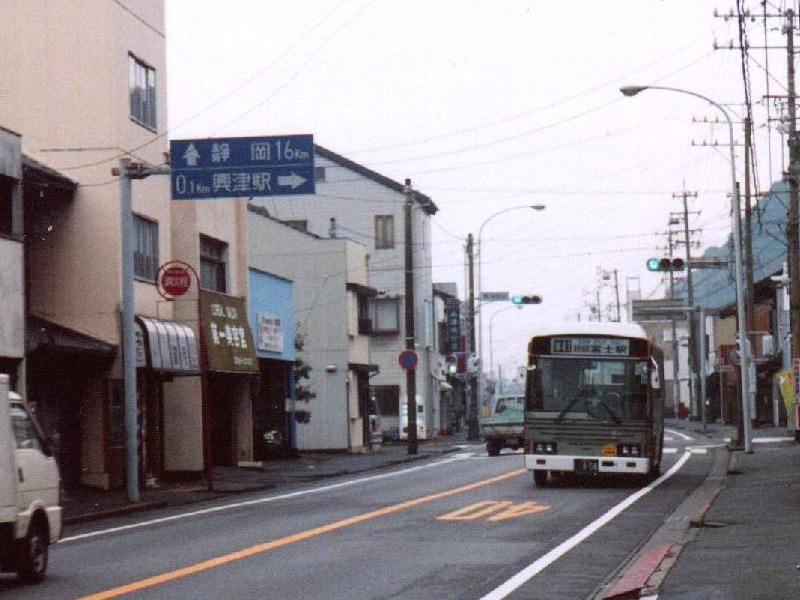
かつては蒲原以西にも乗り入れていた。興津駅入口バス停（当時）

- S262（興津線）：富士駅 - 富士川駅 - 蒲原病院 - 蒲原駅 - 由比駅上 - 寺尾橋
- S264（興津線）：蒲原病院 - 蒲原駅 - 由比駅上 - 寺尾橋
※元は富士駅から蒲原・由比・興津（いずれも静岡市清水区）方面への路線として運行していたもので、2019年10月1日のダイヤ改正で蒲原病院（富士市中之郷） - 寺尾橋（静岡市清水区由比寺尾）間が廃止された。廃止区間のうち、蒲原病院 - 由比駅上間では代替として静岡市が自主運行バス（信興バスに委託）を運行しているが[7]、富士駅方面との接続は行っていない[6]。
- S266（蒲原病院線）：富士駅 - 富士川駅 - 蒲原病院
※上記興津線の蒲原病院 - 寺尾橋廃止に伴う残存区間で、平日のみ運行していたが、2021年4月2日をもって廃止。富士川橋以西では山梨交通の富士宮 - 蒲原病院線が代替、富士川橋以東では近隣のコミュニティバスなどで代替されるが、一部代替交通のない区間も存在する[8]。

- S274（三四軒屋線）：富士駅南口 - 宮島 - 三四軒屋

富士駅から富士川河口の東側にある三四軒屋への路線で、平日のみ運行していたが、2021年6月30日をもって廃止。コミュニティバス「みなバス」「しおかぜ」（石川タクシー富士に委託）にて代替。
- 丸火公園線（休止）：吉原中央駅 - 木の宮 - 丸火自然の家
- 埋蔵文化財線（休止）：新蒲原駅 - 埋蔵文化財センター（直通）
- S236（運動公園線）：吉原中央駅 - 駿河台 - 茶の木平 - 富士常葉大学前 - 富士総合運動公園

- S281（運動公園線）：新富士駅 - 富士駅前 - 吉原中央駅 - 昭和通り - 湖山リハビリテーション病院
記載停留所のみ停車。

- 新富士線（富士山駅線）
  - S04 快速：新富士駅 - 伝法二丁目 - 源道寺 - 富士宮駅 - 静岡県富士山世界遺産センター - 白糸の滝入口 - 朝霧高原 - 本栖湖レストハウス前 - 精進 - 富士緑の休暇村 - 河口湖駅 - 富士急ハイランド - 富士山駅
    - 富士急バスと共同運行。静岡県内の区間で快速運転を行う。特定の時期のみ一部の便を除いて富士芝桜まつり会場または本栖湖レストハウス前で系統を分割し、以下のS5として新富士駅方面へ折り返し運行する[10]。2021年10月より富士急バスの単独運行路線となっている。

  - S05 快速：新富士駅 - 伝法二丁目 - 源道寺 - 富士宮駅 - 静岡県富士山世界遺産センター - 白糸の滝入口 - 朝霧高原 - 本栖湖レストハウス前
- 根方線（船津線）
  - S244：吉原中央駅 - 富士岡 - 船津 - 東平沼
  - S245：富士駅 - 富士中央病院 - 富士市役所 - 吉原中央駅 - 富士岡 - 船津 - 東平沼
    - 2023年4月3日の改正により、船津 - 東平沼間が廃止される。（東平沼停留所のバス反転地が利用できなくなったため、平沼中停留所は東平沼に名称変更して運用している。そのため、実質的には船津 - 平沼中間での廃止となった。なお、富士急シティバスの路線別時刻表では当該区間は休止と表記されている[11]。）荒久 - 東平沼間は沼津市ミューバス原・浮島線が代替となる。